# Чемпионат мира по лёгкой атлетике в помещении 1993
4-й чемпионат мира по лёгкой атлетике в помещении прошёл 12—14 марта 1993 года на арене «Скайдом» в канадском Торонто.
В соревнованиях приняли участие 537 атлетов из 93 стран мира. Было разыграно 27 комплектов медалей (14 у мужчин и 13 у женщин) в основной программе чемпионата и ещё 4 — во внеконкурсной (в многоборьях и шведских эстафетах 800+200+200+400 м).

## Медалисты
Сокращения: WR — мировой рекорд | AR — рекорд континента | NR — национальный рекорд | CR — рекорд чемпионата

Курсивом выделены участники, выступавшие за эстафетные команды только в предварительных забегах

### Мужчины
| Дисциплина                   | Золото                                                           | Золото     | Серебро                                                                      | Серебро    | Бронза                                                                | Бронза         |
| ---------------------------- | ---------------------------------------------------------------- | ---------- | ---------------------------------------------------------------------------- | ---------- | --------------------------------------------------------------------- | -------------- |
| 60 м подробности             | Бруни Сурин Канада                                               | 6,50 =CR   | Фрэнки Фредерикс Намибия                                                     | 6,51 AR    | Талаль Мансур Катар                                                   | 6,57           |
| 200 м подробности            | Джеймс Трапп США                                                 | 20,63      | Дэмьен Марш Австралия                                                        | 20,71 AR   | Кевин Литтл США                                                       | 20,72          |
| 400 м подробности            | Батч Рейнольдс США                                               | 45,26 CR   | Сандей Бада Нигерия                                                          | 45,75 AR   | Даррен Кларк Австралия                                                | 46,45 AR       |
| 800 м подробности            | Том Маккин Великобритания                                        | 1.47,29    | Шарль Нказамьямпи Бурунди                                                    | 1.47,62    | Нико Мотчебон Германия                                                | 1.48,15        |
| 1500 м подробности           | Маркус О’Салливан Ирландия                                       | 3.45,00    | Дэвид Стрэнг Великобритания                                                  | 3.45,30    | Бранко Зорко Хорватия                                                 | 3.45,39        |
| 3000 м подробности           | Дженнаро Ди Наполи Италия                                        | 7.50,26    | Эрик Дюбюс Франция                                                           | 7.50,57    | Энрике Молина Испания                                                 | 7.51,10        |
| Эстафета 4×400 м подробности | США · Дарнелл Холл · Брайан Ирвин · Джейсон Русер · Марк Эверетт | 3.04,20    | Тринидад и Тобаго · Дейзел Джулс · Элвин Дэниел · Нил де Сильва · Иен Моррис | 3.07,02 NR | Япония · Масаёси Кан · Сэйдзи Инагаки · Ёсихико Сайто · Хироюки Хаяси | 3.07,30 AR     |
| 60 м с барьерами подробности | Марк Маккой Канада                                               | 7,41 NR CR | Колин Джексон Великобритания                                                 | 7,43       | Тони Дис США                                                          | 7,43           |
| Ходьба на 5000 м подробности | Михаил Щенников Россия                                           | 18.32,10   | Роберт Корженёвский Польша                                                   | 18.35,91   | Михаил Орлов Россия                                                   | 18.43,48       |
| Прыжок в высоту подробности  | Хавьер Сотомайор Куба                                            | 2,41 м     | Патрик Шёберг Швеция                                                         | 2,39 м     | Стив Смит Великобритания                                              | 2,37 м NR      |
| Прыжок с шестом подробности  | Радион Гатауллин Россия                                          | 5,90 м     | Григорий Егоров Казахстан                                                    | 5,80 м     | Жан Гальфион Франция                                                  | 5,80 м         |
| Прыжок в длину подробности   | Иван Педросо Куба                                                | 8,23 м NR  | Джо Грин США                                                                 | 8,13 м     | Хайме Джефферсон [a] Куба                                             | 7,98 м [a]     |
| Тройной прыжок подробности   | Пьер Камара Франция                                              | 17,59 м NR | Марис Бружикс Латвия                                                         | 17,36 м    | Брайан Уэллман [b] Бермудские Острова                                 | 17,27 м [b] NR |
| Толкание ядра подробности    | Майк Сталс США                                                   | 21,27 м    | Джим Доринг США                                                              | 21,08 м    | Александр Багач Украина                                               | 20,63 м        |

a  Допинг-проба бронзового призёра в прыжке в длину у мужчин болгарина Даниэля Иванова дала положительный результат на наличие в его организме запрещённых субстанций. Спортсмен был дисквалифицирован, а его результат на чемпионате мира в помещении — 1993 (3-е место, 7,98 м) — аннулирован.

b  Болгарский легкоатлет Николай Раев, занявший 3-е место в тройном прыжке у мужчин с результатом 17,27 м, был лишён бронзовой медали в связи с положительной допинг-пробой.

### Женщины
| Дисциплина                   | Золото                                                                            | Золото         | Серебро                                                                      | Серебро     | Бронза                      | Бронза     |
| ---------------------------- | --------------------------------------------------------------------------------- | -------------- | ---------------------------------------------------------------------------- | ----------- | --------------------------- | ---------- |
| 60 м подробности             | Гейл Диверс США                                                                   | 6,95 AR CR     | Ирина Привалова Россия                                                       | 6,97        | Жанна Тарнопольская Украина | 7,21       |
| 200 м подробности            | Ирина Привалова Россия                                                            | 22,15 AR CR    | Мелинда Гейнсфорд Австралия                                                  | 22,73 AR    | Наталья Воронова Россия     | 22,90      |
| 400 м подробности            | Сэнди Ричардс Ямайка                                                              | 50,93 NR       | Татьяна Алексеева Россия                                                     | 51,03 NR    | Джерл Майлз США             | 51,37      |
| 800 м подробности            | Мария Мутола Мозамбик                                                             | 1.57,55 AR CR  | Светлана Мастеркова Россия                                                   | 1.59,18 NR  | Джотта Кларк США            | 1.59,86    |
| 1500 м подробности           | Екатерина Подкопаева Россия                                                       | 4.09,29        | Виолета Бекля Румыния                                                        | 4.09,41     | Сандра Гассер Швейцария     | 4.10,99    |
| 3000 м подробности           | Ивонн Маррей Великобритания                                                       | 8.50,55        | Маргарета Кесег Румыния                                                      | 9.02,89     | Линн Дженнингс США          | 9.03,78    |
| Эстафета 4×400 м подробности | Ямайка [c] · Деон Хеммингс · Беверли Грант · Кэти Раттрей-Уильямс · Сэнди Ричардс | 3.32,32 [c] NR | США [c] · Тревайя Уильямс · Терри Денди · Дайан Уэббер · Наташа Кайзер-Браун | 3.32,50 [c] | не вручалась [c]            |            |
| 60 м с барьерами подробности | Жюли Бауман Швейцария                                                             | 7,96           | Лавонна Мартин-Флореаль США                                                  | 7,99        | Патрисия Жирар Франция      | 8,01       |
| Ходьба на 3000 м подробности | Елена Николаева Россия                                                            | 11.49,73       | Керри Саксби-Джунна Австралия                                                | 11.53,82 AR | Илеана Сальвадор Италия     | 11.55,35   |
| Прыжок в высоту подробности  | Стефка Костадинова Болгария                                                       | 2,02 м         | Хайке Хенкель Германия                                                       | 2,02 м      | Инга Бабакова Украина       | 2,00 м =NR |
| Прыжок в длину подробности   | Марьета Илку Румыния                                                              | 6,84 м         | Сюзен Тидтке Германия                                                        | 6,84 м      | Инесса Кравец Украина       | 6,77 м     |
| Тройной прыжок подробности   | Инесса Кравец Украина                                                             | 14,47 м WR CR  | Иоланда Чен Россия                                                           | 14,36 м     | Инна Ласовская Россия       | 14,35 м    |
| Толкание ядра подробности    | Светлана Кривелёва Россия                                                         | 19,57 м        | Штефани Шторп Германия                                                       | 19,37 м     | Чжан Люхун Китай            | 19,32 м    |

c  Женская сборная России (Марина Шмонина, Татьяна Алексеева, Елена Андреева, Елена Рузина), уверенно выигравшая эстафету 4×400 метров с результатом 3.28,90, впоследствии была лишена золотых наград. Причиной послужила положительная допинг-проба Марины Шмониной, взятая на чемпионате. Финишировавшая же в финале на последнем, четвёртом, месте сборная Канады (3.34,2) была дисквалифицирована за нарушение правил в ходе самого забега.

## Медалисты в демонстрационных дисциплинах
Сокращения: WR — мировой рекорд | WB — высшее мировое достижение | AR — рекорд континента | NR — национальный рекорд

Легкоатлетические многоборья впервые были представлены в программе чемпионатов мира в помещении, однако имели статус демонстрационных. Кроме того, организаторами чемпионата были проведены внеконкурсные шведские эстафеты 800+200+200+400 метров у мужчин и женщин.

### Мужчины
| Дисциплина                             | Золото                                                           | Золото        | Серебро                                                                            | Серебро       | Бронза                                                                   | Бронза     |
| -------------------------------------- | ---------------------------------------------------------------- | ------------- | ---------------------------------------------------------------------------------- | ------------- | ------------------------------------------------------------------------ | ---------- |
| Семиборье подробности                  | Дэн О’Брайен США                                                 | 6476 очков WR | Майк Смит Канада                                                                   | 6279 очков NR | Эдуард Хямяляйнен Белоруссия                                             | 6075 очков |
| Эстафета 800+200+200+400 м подробности | США · Марк Эверетт · Джеймс Трапп · Кевин Литтл · Батч Рейнольдс | 3.15,10 WB    | Бразилия · Жилмар Дос Сантос · Андре да Силва · Сидней Теллес · Эронилде де Араужу | 3.16,11       | Канада · Фредди Уильямс · Рикардо Гринидж · Питер Оджилви · Марк Джексон | 3.16,93    |

### Женщины
| Дисциплина                             | Золото                                                      | Золото         | Серебро                                                                   | Серебро           | Бронза                      | Бронза        |
| -------------------------------------- | ----------------------------------------------------------- | -------------- | ------------------------------------------------------------------------- | ----------------- | --------------------------- | ------------- |
| Пятиборье подробности                  | Лильяна Нэстасе [d] Румыния                                 | 4686 очков [d] | Уршула Влодарчик [d] Польша                                               | 4667 очков [d] NR | Биргит Клариус [d] Германия | 4641 очко [d] |
| Эстафета 800+200+200+400 м подробности | США · Джотта Кларк · Венди Верин · Ким Баттен · Джерл Майлз | 3.45,90 WB     | Канада [e] · Дональда Дюпри · Соня Пакетт · Маме Твумаси · Аланна Якивчук | 3.56,34 [e]       | не вручалась [e]            |               |

d  Победительница женского пятиборья россиянка Ирина Белова (4787 очков) по окончании соревнований сдала положительную допинг-пробу, после чего её результат был аннулирован, а сама спортсменка получила длительную дисквалификацию.

e  Финишировавшие на втором месте с результатом 3.49,4 представительницы сборной России (Елена Афанасьева, Марина Шмонина, Елена Рузина, Елена Андреева) были дисквалифицированы за нарушение правил, допущенное в ходе забега.

## Медальный зачёт
Медали в 27 дисциплинах лёгкой атлетики завоевали представители 30 стран-участниц.
 Принимающая страна
| Место | Страна            | Золото | Серебро | Бронза | Всего |
| ----- | ----------------- | ------ | ------- | ------ | ----- |
| 1     | Россия            | 6      | 4       | 3      | 13    |
| 2     | США               | 5      | 4       | 5      | 14    |
| 3     | Великобритания    | 2      | 2       | 1      | 5     |
| 4     | Куба              | 2      | 0       | 1      | 3     |
| 5     | Канада            | 2      | 0       | 0      | 2     |
| 5     | Ямайка            | 2      | 0       | 0      | 2     |
| 7     | Румыния           | 1      | 2       | 0      | 3     |
| 8     | Франция           | 1      | 1       | 2      | 4     |
| 9     | Украина           | 1      | 0       | 4      | 5     |
| 10    | Италия            | 1      | 0       | 1      | 2     |
| 10    | Швейцария         | 1      | 0       | 1      | 2     |
| 12    | Болгария          | 1      | 0       | 0      | 1     |
| 12    | Ирландия          | 1      | 0       | 0      | 1     |
| 12    | Мозамбик          | 1      | 0       | 0      | 1     |
| 15    | Австралия         | 0      | 3       | 1      | 4     |
| 15    | Германия          | 0      | 3       | 1      | 4     |
| 17    | Бурунди           | 0      | 1       | 0      | 1     |
| 17    | Казахстан         | 0      | 1       | 0      | 1     |
| 17    | Латвия            | 0      | 1       | 0      | 1     |
| 17    | Намибия           | 0      | 1       | 0      | 1     |
| 17    | Нигерия           | 0      | 1       | 0      | 1     |
| 17    | Польша            | 0      | 1       | 0      | 1     |
| 17    | Тринидад и Тобаго | 0      | 1       | 0      | 1     |
| 17    | Швеция            | 0      | 1       | 0      | 1     |
| 25    | Бермуды           | 0      | 0       | 1      | 1     |
| 25    | Испания           | 0      | 0       | 1      | 1     |
| 25    | Катар             | 0      | 0       | 1      | 1     |
| 25    | Китай             | 0      | 0       | 1      | 1     |
| 25    | Хорватия          | 0      | 0       | 1      | 1     |
| 25    | Япония            | 0      | 0       | 1      | 1     |
| Всего | Всего             | 27     | 27      | 26     | 80    |